# Wandtattoo

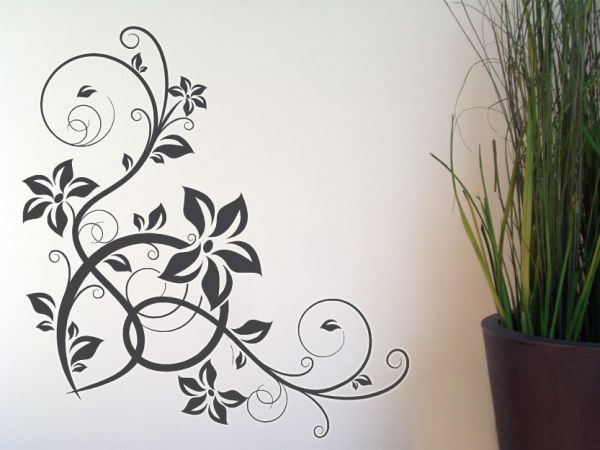
Wandtattoo

Das Wandtattoo (umgangssprachlich auch Wandsticker oder Wandaufkleber) ist ein Gestaltungsartikel, der Wände im Innenbereich verziert. Der Aufkleber besteht aus einer selbstklebenden, seidenmatten oder glänzenden Folie. Der Begriff bezieht sich auf Tätowierungen aus der Körperkunst.
Das Wandtattoo wird mit einem digital gesteuerten Schneideplotter aus einem druckfertigen Motiv hergestellt. Individuell erstellte Motive (auch Sprüche und Zitate) können so in unterschiedlichen Formen, Farben und Größen hergestellt werden. Das Material ist eine sehr anschmiegsame Weich-PVC-Folie mit matter Oberfläche. Der Haftklebstoff ist leicht ablösbares Polyacrylat.
Wandtattoos können aus durchgefärbtem oder vor dem Schneiden bedrucktem Material hergestellt werden.
Das Klebematerial der Folie ist geeignet für Raufaser, Tapete, glatte Wände, Fliesen, Glas, Kunststoff, Holz und ähnliche Untergründe. Spezielle Folien können auch im Außenbereich verwendet werden.
Vergleichbar ist das fertige Wandtattoo mit Wandmalerei. Die Montage und Entfernung ist einfach und unaufwendig. Wandtattoos sind meist einfarbige Dekorationen, können jedoch mit entsprechenden Gerätschaften auch mehrfarbig hergestellt werden.